# Sybra palliata
Sybra palliata là một loài bọ cánh cứng trong họ Cerambycidae.